# Pennisetum laxior
Pennisetum laxior là một loài thực vật có hoa trong họ Hòa thảo. Loài này được (Clayton) Clayton mô tả khoa học đầu tiên năm 1978.